# Sachiko Yamada
Sachiko Yamada (山田 沙知子, Yamada Sachiko), né le 15 octobre 1982 dans la préfecture d'Osaka, est une nageuse japonaise spécialiste des épreuves de nage libre du 400 m au 1 500 m. 

## Carrière
Lors des Jeux olympiques de Sydney en 2000, elle se qualifie pour la finale du 800 m nage libre puis finit huitième.
En 2002, elle a battu le record du monde du 800 m nage libre en bassin de 25 mètres, l'améliorant deux ans plus tard avec un temps de 8 minutes 13 secondes 35. En 2004, elle est pour la première fois récompensée au niveau international en remportant la médaille d'or sur le 800 m nage libre aux Championnats du monde en petit bassin et celle de bronze sur le 400 m nage libre. Cette année, elle dispute aussi ses deuxièmes Jeux olympiques à Athènes, prenant la sixième place finale lors du 400 m nage libre.

## Palmarès

### En petit bassin
- Médaille d'or au 800 m nage libre en 2004 à Indianapolis (États-Unis)
- Médaille de bronbze au 400 m nage libre en 2004